# Оук-Веллі (Техас)
Оук-Веллі (англ. Oak Valley) — місто (англ. town) в США, в окрузі Наварро штату Техас. Населення — 406 осіб (2020).

## Географія
Оук-Веллі розташований за координатами 32°1′45″ пн. ш. 96°31′3″ зх. д. / 32.02917° пн. ш. 96.51750° зх. д. (32.029056, -96.517393).  За даними Бюро перепису населення США в 2010 році місто мало площу 5,09 км², з яких 5,01 км² — суходіл та 0,08 км² — водойми.

## Демографія
Згідно з переписом 2010 року, у місті мешкало 368 осіб у 148 домогосподарствах у складі 109 родин. Густота населення становила 72 особи/км².  Було 172 помешкання (34/км²).
Расовий склад населення:
| - 92,4 % — білих - 1,9 % — чорних або афроамериканців - 0,8 % — азіатів - 3,5 % — осіб інших рас |

До двох чи більше рас належало 1,4 %. Частка іспаномовних становила 12,0 % від усіх жителів.
За віковим діапазоном населення розподілялося таким чином: 17,9 % — особи молодші 18 років, 63,9 % — особи у віці 18—64 років, 18,2 % — особи у віці 65 років та старші. Медіана віку мешканця становила 45,6 року. На 100 осіб жіночої статі у місті припадало 100,0 чоловіків;  на 100 жінок у віці від 18 років та старших — 97,4 чоловіків також старших 18 років.
Середній дохід на одне домашнє господарство  становив 58 901 долар США (медіана — 50 625), а середній дохід на одну сім'ю — 63 660 доларів (медіана — 57 708). За межею бідності перебувало 11,9 % осіб, у тому числі 20,4 % дітей у віці до 18 років та 3,3 % осіб у віці 65 років та старших.
Цивільне працевлаштоване населення становило 213 осіб. Основні галузі зайнятості: освіта, охорона здоров'я та соціальна допомога — 19,7 %, науковці, спеціалісти, менеджери — 17,4 %, роздрібна торгівля — 11,3 %, виробництво — 9,9 %.